# Eugene Lavrenchuk
Evgene Lavrenchuk (født 6. juni 1982, Lviv, Ukraina) er en russisk, ukrainsk og polsk teaterinstruktør, grundlægger og kunstnerisk leder af det polske teater i Moskva. Hans debut i regi var i en alder af 16 år, og han var dengang en af de yngste teaterinstruktører i verden. Han har instrueret mere end 30 udstillinger og har vundet priser ved internationale konkurrencer og festivaler i Europa. Han er også aktiv i skuespil og teater instruktion i Rusland, Ukraine, Polen, Tyskland, Litauen og Israel.